# Vela nos Jogos Pan-Americanos de 1963
As competições de vela nos Jogos Pan-Americanos de 1963 foram realizadas em São Paulo, Brasil. Esta foi a terceira edição do esporte nos Jogos Pan-Americanos. 

## Medalhistas
| Evento                   | Ouro                     | Prata                           | Bronze                   |
| ------------------------ | ------------------------ | ------------------------------- | ------------------------ |
| Finn detalhes            | Hans Domschke BRA Brasil | Peter Barret USA Estados Unidos | Pedro Garras URU Uruguai |
| Lightning detalhes       | USA Estados Unidos       | BRA Brasil                      | ARG Argentina            |
| Snipe detalhes           | BRA Brasil               | USA Estados Unidos              | ARG Argentina            |
| Dragão detalhes          | ARG Argentina            | CAN Canadá                      | USA Estados Unidos       |
| Star detalhes            | USA Estados Unidos       | MEX México                      | BRA Brasil               |
| Flying Dutchman detalhes | BRA Brasil               | USA Estados Unidos              | CAN Canadá               |

## Quadro de medalhas
| Ordem | País               | Medalha de ouro | Medalha de prata | Medalha de bronze |    |
| ----- | ------------------ | --------------- | ---------------- | ----------------- | -- |
| 1     | BRA Brasil         | 3               | 1                | 1                 | 5  |
| 2     | USA Estados Unidos | 2               | 3                | 1                 | 6  |
|       | ARG Argentina      | 1               |                  | 2                 | 3  |
| 4     | CAN Canadá         |                 | 1                | 1                 | 2  |
| 5     | MEX México         |                 | 1                |                   | 1  |
| 6     | URU Uruguai        |                 |                  | 1                 | 1  |
| TOTAL | TOTAL              | 6               | 6                | 6                 | 20 |

## Ligação externa
- Jogos Pan-Americanos de 1963